# Pablo Zegarra
Pour les articles homonymes, voir Zegarra.
Pablo César Zegarra Zamora, né le 1er avril 1973 à Lima au Pérou, est un footballeur international péruvien qui jouait au poste de milieu de terrain. Il s'est reconverti en entraîneur. 
Son père, Víctor Zegarra, était footballeur dans les années 1960 et 1970, de même que son frère Carlos Zegarra, footballeur dans les années 2000.

## Biographie

### Carrière de joueur

#### En club
Au cours de sa carrière en club, il évolue dans cinq pays différents : au Pérou, en Colombie, en Argentine, en Espagne et au Portugal et remporte notamment trois titres de champion du Pérou.
Il dispute 17 matchs en première division portugaise, et 23 matchs en première division espagnole. Il inscrit son seul but en première division portugaise le 27 août 2000, avec le SC Farense, à l'occasion de la réception du FC Alverca (victoire 2-0). Il inscrit deux buts en première division espagnole avec l'UD Salamanque : le premier, lors d'une rencontre de prestige à domicile face au FC Barcelone le 5 janvier 1998 (victoire 4-3), et le second, le 13 juin 1999, sur la pelouse du Real Oviedo (défaite 3-2).
Il évolue également pendant plusieurs saisons en deuxième division espagnole, inscrivant notamment dix buts dans ce championnat en 1995-1996, huit en 1996-1997, cinq en 1999-2000 et huit en 2001-2002. Il inscrit deux doublés dans cette division avec Salamanque. Le 1er juin 1997, il marque son premier doublé dans ce championnat, lors de la réception du RDC Majorque (victoire 3-1). Par la suite, le 4 mai 2002, il inscrit un second doublé, sur la pelouse de Xerez (victoire 0-2).
Au sein des compétitions continentales sud-américaines, il dispute sept matchs en Copa Libertadores, et une rencontre en Copa Sudamericana. Il inscrit son seul et unique but en Copa Libertadores le 14 avril 1993, avec le Sporting Cristal, lors des huitièmes de finale, à l'occasion de la réception du club équatorien d'El Nacional (victoire 4-0). Le Sporting sera éliminé en quarts-de-finale par l'équipe colombienne de l'América de Cali.

#### En équipe nationale
Pablo Zegarra reçoit 31 sélections en équipe du Pérou entre 1993 et 1999, inscrivant un seul but le 20 juin 1996, en match amical, face à l'Arménie (victoire 4-0 à Lima).

### Carrière d'entraîneur
Après avoir raccroché les crampons, Pablo Zegarra se reconvertit en entraîneur et dirige son ancien club de l'UD Salamanque en 3e division espagnole. 
Au Pérou, il entraîne le club de ses débuts – le Sporting Cristal – en 2017, le Pirata FC en 2019 puis l'Atlético Grau avec lequel il remporte la Supercoupe du Pérou en 2020.
En 2023, il est nommé à la tête de l'équipe du Pérou U17.

## Palmarès

### Palmarès de joueur
| Sporting Cristal - Championnat du Pérou (1) : - Champion : 1991. - Vice-champion : 1989 et 1998. |  | Alianza Lima - Championnat du Pérou (2) : - Champion : 2003 et 2004. |  | UD Salamanque - Championnat d'Espagne D2 : - Vice-champion : 1997. |

### Palmarès d'entraîneur
Atlético Grau
- Supercoupe du Pérou (1) :
  - Vainqueur : 2020.